# Joseph-Marie Amiot
Pour les articles homonymes, voir Amiot.
Compléments
Amiot fut un des derniers survivants de la mission jésuite en Chine
Joseph-Marie Amiot (nom chinois Qian Deming 錢德明), né le 8 février 1718 à Toulon (France) et décédé le 8 octobre 1793 à Pékin (Chine), est un prêtre jésuite, astronome et historien français, missionnaire en Chine. Il fut l'un des derniers survivants de la Mission jésuite en Chine.

## Premières années et formation
Amiot entra au noviciat de la Compagnie de Jésus à Avignon en 1737, et fut ordonné prêtre le 21 décembre 1746 à Lyon. Durant sa formation il avait demandé à être envoyé comme missionnaire en Chine. Cela lui fut accordé, et, en compagnie de deux novices (jésuites) chinois, il quitta le port de Lorient (France) en décembre 1749 pour arriver à Macao le 27 juillet 1750. L’année suivante il monta à Pékin où il entra le 22 août 1751. Il y resta jusqu’à sa mort, en 1793.

## Atmosphère politique changée
Si les hommes de science et les intellectuels de l’Ouest étaient toujours les bienvenus à la cour impériale, l’atmosphère en Chine n’était plus ce qu’elle avait été au temps des Matteo Ricci, Ferdinand Verbiest et autres pionniers. Le christianisme y avait été interdit, et des persécutions avaient périodiquement lieu. Les jésuites résidant à la cour (dont Amiot) espéraient que leur présence et leur travail pour l’empereur permettraient une réhabilitation du christianisme ou du moins le rétablissement de la liberté religieuse.

## Langues et activités scientifiques
Amiot étudia le chinois et le mandchou (alors langue officielle de la dynastie Qing au pouvoir). Il est l’auteur d’une grammaire et dictionnaire mandchou. En fait il se passionna pour tout ce qui était chinois : coutumes, langues et dialectes, histoire et musique. Il prit à son service un jeune Chinois, Jacob Yang, qu’il forma aux méthodes scientifiques européennes et c’est avec lui que pendant 31 ans il publia ses écrits.
Outre le travail habituel de la publication des bulletins astronomiques Amiot poussa la recherche dans le domaine du magnétisme et s’occupa de la formation d’hommes de science chinois.
Il a par ailleurs traduit et introduit en Europe en 1772 le livre, considéré comme fondateur de la stratégie, l'Art de la guerre de Sun Zi, sous le titre les treize articles.

## Musique chinoise
En 1754 il envoie en France un mémoire, non signé, non daté, demeuré longtemps inédit, De la Musique moderne des Chinois,, qu’il dit compléter par un autre envoi, perdu, sur la Musique que les Chinois cultivaient anciennement. En 1779 ses Divertissements chinois, publiés par La Fage en 1844, consistent en musiques notées à la chinoise et transcrites selon une notation mixte sur une portée. Quarante-et-un airs ont ainsi ainsi être mis à la disposition de l’amateur et des compositeurs européens. Des études, ont montré qu’il ne s’agit pas de transcriptions d’oreille faites par un Européen qui les aurait entendues, mais bien de partitions écrites en usage à la cour mandchoue. Il n’y a pas un recueil unique qui servit de source à Amiot, mais on a pu trouver nombre de ses pièces encore en usage dans les genres Shifan ou le Kunqu. Ces Divertissements constituent un témoignage précieux de la musique chinoise de l’époque mandchoue. Non moins importants, son recueil Musique sacrée témoigne des prières en chinois chantées à l'église du Beitang de Pékin.

## Tragiques développements
Comme beaucoup de membres de la Mission jésuite en Chine, Amiot a contribué à faire connaître la culture chinoise en Europe, même si cela n’était pas l’objectif premier de sa présence à Pékin. Avec ses compagnons jésuites Antoine Gaubil et Michel Benoist, il cherchait à obtenir un nouveau droit de cité pour la religion chrétienne et le retour de missionnaires en Chine. Il n’y réussit pas.
De plus, les nouvelles venant d’Europe étaient dramatiques. La Compagnie de Jésus était bannie de France en 1764. Amiot obtint alors de Henri Bertin, ministre d’État avec lequel il était en correspondance, que le roi de France, à titre personnel finance le travail des jésuites français à Pékin. Neuf ans plus tard, en 1773, la Compagnie de Jésus était supprimée par Clément XIV. Pour sauver ce qui restait de la Mission jésuite de Chine, Amiot obtint que les Lazaristes prennent leur place. Tout cela fut balayé par la Révolution française de 1789. Amiot fut ensuite profondément troublé lorsqu’il apprit que le roi Louis XVI avait été exécuté. Amiot décéda le jour même où on l’informa de cette nouvelle : il avait célébré une messe pour le roi et mourut dans la nuit du 8 octobre 1793. Avec lui disparaissait le dernier jésuite de la grande épopée de la Mission jésuite en Chine. Sa stèle funéraire se trouve dans les jardins du temple bouddhique Wutasi 五塔寺, ou temple des Cinq pagodes,,.

## Quelques écrits
- De la Musique moderne des Chinois [Pékin, c. 1754] Paris, Bibliothèque nationale de France, Département de la musique, Rés. Vmb. Ms. 14.
- Éloge de la ville de Moukden[16], par l'empereur Kien-Long, trad. du chinois, 1770 ;
- Art militaire des Chinois, Paris, chez Didot l'ainé, 1772, d'après L'Art de la guerre de Sun Tzu, en 1772 ;
- Divertissements ou concerts de musique chinoise, trois doubles cahiers de musique (en notation chinoise et sur portée), accompagnés d’un double cahier de Musique sacrée (prières catholiques en chinois mises en musique), envoyés à Mr. Bignon, bibliothécaire du Roi, en 1776.
- Mémoire sur la musique des Chinois, tant anciens que modernes, Paris, Nyon l'Ainé, 1779.
- Vie de Confucius (formant le tome XII des Mémoires sur les Chinois), Paris, Nyon l'Ainé, 1786-1789.
- Grammaire de la langue tartare-mantchou, Paris, 1787.
- Dictionnaire tatar-mandchou-françois (2 vol.), Paris, Firmin Didot, 1789.
- Mémoire sur les danses religieuses des anciens chinois[17], ms., 1788-1789.

### Discographie et bibliographie
- Teodorico Pedrini. Concert baroque à la cité interdite par l’Ensemble baroque XVIII-21, Musique des Lumières, dir. Jean-Christophe Frisch, Astrée Auvidis E 8609, 1996.
- Joseph-Marie Amiot. Messe des Jésuites de Pékin = Mass of the Jesuits in Beijing. Ensemble Meihua Fleur de Prunus et Chœur du Centre catholique chinois de Paris, dir. François Picard, Ensemble XVIII-21, dir. Jean-Christophe Frisch. 1 CD Auvidis-Astrée, 1998. Réédition Naïve, 2007.

Ce disque intègre la messe Psallite Domino d’Ambleville, au titre d'un Kyriale latin qui aurait pu être chanté à l'église du Beitang.
- Jésuites et courtisanes, XVIII-21 Musique des Lumières, direction Jean-Christophe Frisch, Fleur de prunus, direction François Picard, Buda Records, collection « Musique du Monde » CD 1984872, 2002.
- Vêpres à la Vierge en Chine, Chœur du Beitang (Pékin), XVIII-21 Musique des Lumières, direction Jean-Christophe Frisch, notice Jean-Christophe Frisch et François Picard, K617 155, 2004.
- Trois divertissements chinois[18], J.-M. Amiot, compilateur ; ensemble XVII-21 le Baroque nomade, Jean-Christophe Frisch, dir., concert à la Bibliothèque nationale de France, 14 avril 2015.

- Alphonse Amyot, Vie et testament du R.P. Amiot membre de la Compagnie de Jésus, missionnaire apostolique en Chine, Paris, Ch. de Mourgues, 1881.
- Camille de Rochemonteix, Joseph Amiot et les derniers survivants de la mission française de Pékin, Paris, Picard, 1915.

- Jim Levy, "Joseph Amiot and Enlightenment Speculation on the Origins of Pythagorean Tuning", "''THEORIA,_University_of_North_Texas_Journal_of_Music_Theory''", Denton, 1989, 4, p. 63-88.
- Michel Hermans, « Joseph-Marie Amiot. Une figure de la rencontre de "l'autre" au temps des lumières», in Yves Lenoir et Nicolas Standaert (éd.), Les Danses rituelles chinoises d’après Joseph-Marie Amiot, Namur-Bruxelles, Presses universitaires de Namur-Éditions Lessius, 2005, p. 11-77.